# ル・グラン・タンゴ
ル・グラン・タンゴ（Le Grand Tango）はアストル・ピアソラが作曲したチェロとピアノのための作品。ピアソラの作品中、「タンゴの歴史」とともに、クラシック演奏家向けに書かれた作品として重要である。 

## 概要
チェリストのムスティスラフ・ロストロポーヴィチのために作曲された。完成が1982年だったのに対し、初演は1990年になってロストロポーヴィチによって行われた。1992年にピアソラが死去、1995年になってバンドネオンで初録音された。
1995年にヴァイオリニストのギドン・クレーメルが録音したCDが世界的に大ヒットとなり、ピアソラの名とともにこの作品も注目されるようになる。1996年にロストロポーヴィチも録音した。その後はチェリストのみならず、ヴァイオリニストもこぞって演奏するようになり、現在は重要なレパートリーとなっている。

## 版
作品自体は完成後まもなく出版されたが、ロストロポーヴィチの録音では相当な改変が行われている。この件についてロストロポーヴィチがコメントを残さなかったため、詳細は不明である。ヴァイオリンで演奏する際は調性の変更が必要だが、それ以外にも特にヴァイオリンのパートにおいて改変がなされることが多い。